# Heterolepidoderma lamellatum
Heterolepidoderma lamellatum is een buikharige uit de familie Chaetonotidae. Het dier komt uit het geslacht Heterolepidoderma. Heterolepidoderma lamellatum werd in 1995 voor het eerst wetenschappelijk beschreven door Balsamo & Fregni. 